# معركة جزيرة سالتيس
معركة جزيرة شلطيش (بالإسبانية: Batalla de la Isla Saltés)؛ اندلعت في 17 يوليو 1381 بين مملكة قشتالة ومملكة البرتغال أثناء المرحلة الثالثة من حروب فرديناند، قاد الأسطول القشتالي الأدميرال فرناندو سانشيز دي توفار وحقق نصرًا حاسمًا على الأسطول البرتغالي بقيادة جواو أفونسو تيليس دي مينيزيس كونت بارسيلوس نسيب الملك، وأدت المعركة إلى تدمير القدرة الهجومية للأسطول البرتغالي، ومنحت قشتالة الهيمنة البحرية في المحيط الأطلسي.

## خلفية
عقب وفاة بيدرو القاسي ملك قشتالة في 1369 سعى ابن خاله فرناندو الأول ملك البرتغال إلى انتزاع العرش القشتالي، فاندلعت سلسلة من الصراعات تُعرف بحروب فرديناند منذ عام 1373، تم التوصل إلى معاهدة شنترين، التي أرست هدنة مؤقتة، لكن مع وفاة إنريكيه الثاني ملك قشتالة، استأنف فرناندو القتال معلنًا بدء الحرب الثالثة، وأبرم تحالفًا مع الملك الإنجليزي الشاب ريتشارد الثاني، وكما أن عمه الوصي جون غونت دوق لانكاستر الأول الذي ادعى أحقيته بعرش قشتالة منذ عام 1371 بعد زواجه بابنة الملك بيدرو، رأى في هذا التحالف فرصة لترسيخ مطالب ذريته بالتاج القشتالي، وفي هذا الإطار أرسل نحو 2,000 جندي إنجليزي بقيادة شقيقه إيرل كامبريدج إلى لشبونة، بهدف مؤازرة الغزو البرتغالي للأراضي القشتالية.
لضمان وصول القوات الإنجليزية بسلام وتجنّب اعتراضها في عرض البحر من قِبل الأسطول القشتالي، خططت البرتغال لحصار بحري، وتحرك الأسطول البرتغالي بقيادة كونت بارسيلوس نحو نهر الوادي الكبير لاعتراض القشتاليين الراسين في إشبيلية، وفي المقابل أبحر الأدميرال فرناندو سانشيز دي توفار بأسطوله من إشبيلية متجهًا نحو السواحل البرتغالية، وفي 17 يوليو التقت القوتان قبالة منطقة الغارف.

## المعركة
حين بدا أن الأسطول القشتالي ينسحب من ميناء إشبيلية اندفع البرتغاليون نحو مطاردته، غير مدركين أن الأمر ليس سوى خدعة حربية، وعندها شرع الأدميرال القشتالي فرناندو سانشيز دي توفار في تنفيذ خطته بدهاء؛ فأمر رجاله بالتجديف بسرعة مضاعفة، ما أنهك مطارديهم وأجبر السفن البرتغالية على تسريع وتيرتها في ملاحقة غير منظمة، ومع ازدياد الفجوات بينها تشتت تشكيلها القتالي، وانهارت انسجامها التكتيكي.
بعد ساعتين من المطاردة في حرّ الصيف اللاهب، تراجع البرتغاليون المنهكون، تاركين بعض سفنهم قرب جزيرة شلطيش، وهناك باغتهم دي توفار بهجوم حاسم، فاستولى على تلك السفن بسهولة، وسرعان ما استسلمت بقية الأسطول البرتغالي في فوضى تامة، لم ينجُ سوى سفينة قادس واحدة من أصل 23 سفينة من الأسر القشتالي.

## العواقب
عاد فرناندو سانشيز دي توفار إلى إشبيلية في موكب ظافر، يجر خلفه 22 قادسًا برتغاليًا، في مشهد ألهب حماس سكان المدينة، ورغم أن القوات الإنجليزية وصلت إلى لشبونة بسلام، إلا أن غياب الدعم البحري المناسب أجبر معظم أسطولها على التراجع والانسحاب، ما حرم جون غونت من تعزيز نفوذه في قشتالة.
أدى الانتصار إلى شل القدرات البحرية البرتغالية خلال ما تبقى من سنة 1381، وأرست قشتالة سيطرة بحرية شبه مطلقة على المحيط الأطلسي، وفي العام التالي واجهت البرتغال هجومًا بريًا وبحريًا من خوان الأول ملك قشتالة بلغ مشارف لشبونة مما أجبرها على توقيع معاهدة إلفاس في أغسطس 1382.

## وصلات خارجية
- (بالإسبانية) Cervera Pery, José. El poder naval en los reinos Hispánicos: la marina de la Edad Media. Madrid (1992) ISBN 84-7140-291-2
- (بالإسبانية) Condeminas Mascaró, Francisco. La Marina militar Española. Málaga (2000) ISBN 84-930472-4-4
- (بالبرتغالية) Lopes, Fernão. Crónica do Senhor Rei D. Fernando Nono Rei de Portugal. Livraria Civilização. Porto (1966)
- (بالإسبانية) Fernández Duro, Cesáreo. La Marina de Castilla. Madrid (1995) ISBN 978-84-86228-04-0
- (بالبرتغالية) Quintella, Ignacio da Costa. Annaes da Marinha Portugueza. Academia Real das Sciencias. Lisboa (1839)
- (بالبرتغالية) Pereira, António Rodrigues. História da Marinha Portuguesa. Escola Naval. Lisboa (1983)
- (بالإسبانية) Batista González, Juan. España estratégica. Guerra y diplomacia en la historia de España. Madrid (2007) ISBN 978-84-7737-183-0